# Principado de Valaquia
El principado o voivodato de Valaquia (en rumano: Țara Românească/Rumânească 'país rumano'; en valaco, Цара Рꙋмѫнѣскъ; en húngaro: Havasalföld; en turco: Iflak), e históricamente conocido como Hungro-Valaquia (en esloveno, Ungro-Vlahia o Ungravlahia), fue un voivodato rumano de la Europa oriental desde la Baja Edad Media hasta mediados del siglo XIX. 
Su capital cambió con el tiempo, de Curtea de Argeș a Târgoviște y finalmente a Bucarest.

## Geografía
Valaquia se sitúa al norte del Danubio y al sur de los montes Cárpatos. El Danubio separa Valaquia de Bulgaria. Otros ríos de esta área son el Jiu, el Olt o Aluta, el Argeș y el Ialomita, afluentes del Danubio. Los Cárpatos meridionales o montes Bucegi cubren con sus contrafuertes todo el norte de la zona, separando a Valaquia de Transilvania. Está formada por la unión de dos subregiones separadas por el río Olt: Oltenia o Valaquia Menor, al oeste, y Muntenia o Gran Valaquia, al este.
Esta zona tuvo independencia política, estando rodeada por el Imperio otomano al sur, Transilvania al noroeste, Moldavia al noreste y, como ya hemos indicado, por Transilvania al norte. Las principales ciudades son Bucarest, Brăila, importante puerto del Danubio, Giurgiu, Focșani, Ploiești y Craiova.

## Historia
Los hechos más destacados en la historia de Valaquia son los siguientes:
- 1247: Litovoi es nombrado en un documento del rey Bela IV de Hungría, donde orienta a los caballeros de San Juan sobre los estados vecinos del reino. Este es el primer dato existente sobre monarca alguno en la región de Valaquia. Litovoi gobernó entre 1247 y 1279.

- 1290: Bărbat (?-1290) logró unificar a las formaciones políticas rumanas de Valaquia bajo su autoridad, luego de suceder a su hermano mayor Litovoi.

- 1310: Basarab I de Valaquia, el Fundador, hijo de Tihomir[3] (considerado de origen rumano-eslavo, o según algunos autores, rumano-cumano) y María, hija del voivoda Bărbat, asciende al trono. Basarab I se niega a seguir siendo vasallo del reino húngaro y moviliza sus ejércitos ocupando la región de Szörény. Ante esto el rey Carlos I de Hungría inicia una campaña militar contra Valaquia y recupera los territorios arrebatados. Sin embargo, las tropas húngaras sufren una terrible derrota en la batalla de Posada en 1330,[4] con la cual Basarab aseguró la independencia de Valaquia.

- 1344: Nicolás Alejandro, hijo de Basarab, compartió el gobierno con su padre antes de subir al trono. Tras la muerte de Barasab, Nicolás se resistió inicialmente a ser vasallo del rey de Hungría, pero al final aceptó serlo de Luis I de Hungría. En 1359, nombró al primer obispo metropolitano de Valaquia. Reinó entre 1352 y 1364.

- 1364: Vladislao I (hijo del anterior), voivoda valaco que ordena la acuñación de las primeras monedas valacas, las cuales eran de plata y tenían un peso de 0,35 a 1,05 gramos. En 1369, Vladislao reconoció como su Señor al rey Luis I de Hungría, y recibió de él las regiones de Severin, Amlaş y Făgăraş. En 1373, Luis I retomó Severin, pero Valaquia recuperó la región en 1376.

El Principado de Valaquia hacia 1390, bajo Mircea I

- 1385: Mircea I, hijo del voivoda valaco Radu I, aseguró la estabilidad de su principado, que durante su reinado conoció su máxima expansión: desde el río Olt en el norte hasta el Danubio en el sur, y desde las Puertas de Hierro del Danubio en el oeste hasta el mar Negro en el este. Acuñó monedas de plata, usadas tanto en Valaquia como en los países vecinos, dio privilegios a los comerciantes de Polonia y Lituania y confirmó los privilegios de los comerciantes de Brașov. Reforzó las fortalezas cerca del Danubio y aumentó su ejército. Consiguió una victoria importante contra el sultán Bayaceto en la batalla de Rovine de 1394. Participó también en una cruzada organizada por el rey de Hungría en contra del Imperio otomano, pero la cruzada fue vencida en la batalla de Nicópolis de 1396. Logró derrotar a dos expediciones otomanas en su país, en 1397 y 1400. Protegió a la Iglesia ortodoxa en su principado y al sur del Danubio, y ordenó la construcción del monasterio de Cozia, donde está enterrado. Reinó desde 1386 hasta 1418.

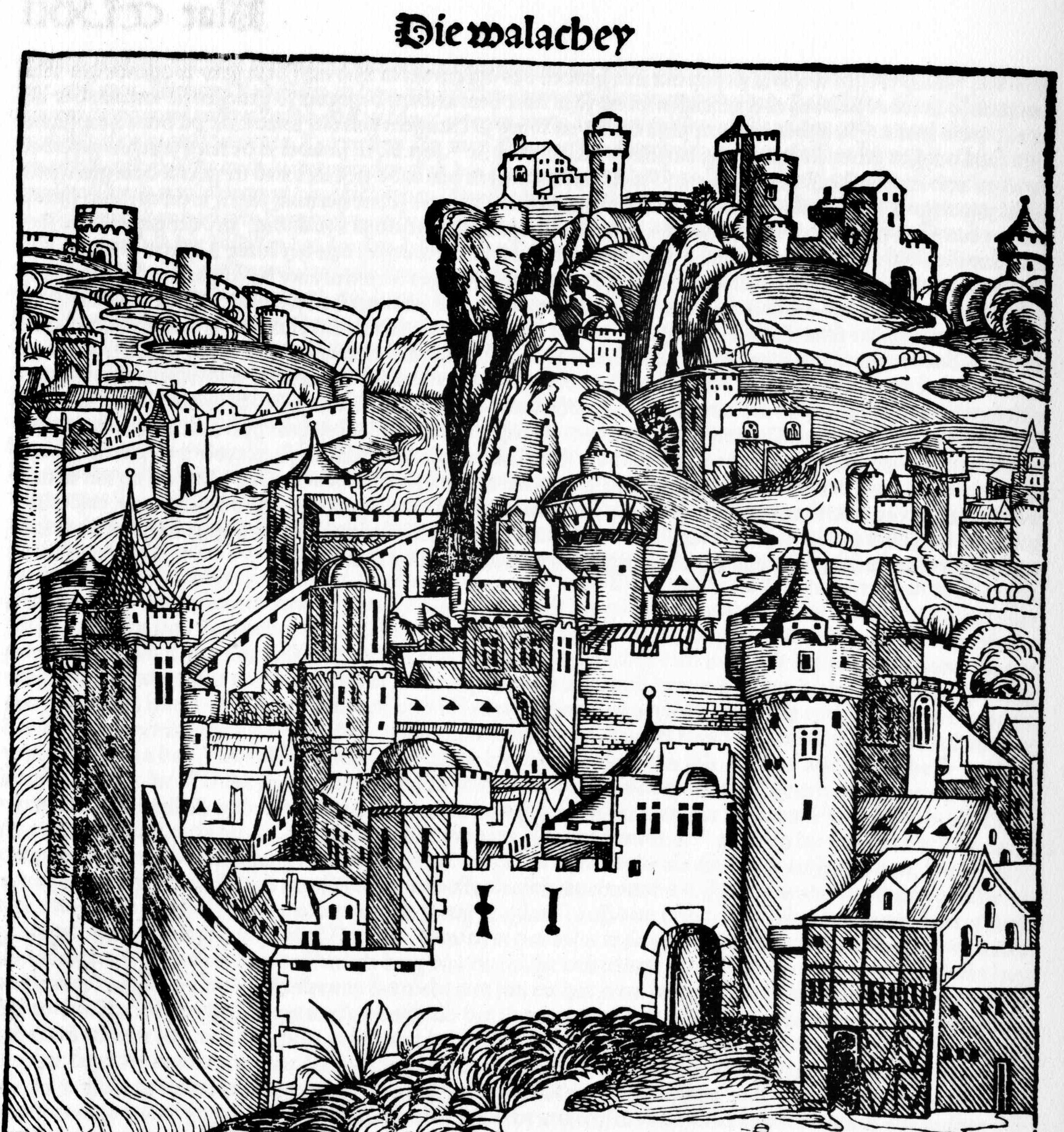
Vista de Valaquia en
Las Crónicas de Núremberg,
editadas a finales del siglo XV.

- 1446: Dan IV forma alianza con Juan Corvino de Hungría contra los turcos, pero es vencido en 1448 y debe pagar tributo.

- 1456: Vlad III, también conocido como Vlad Draculea. En 1460 se reconoce por el Tratado de Adrianópolis tributario de Mehmed II (capitulaciones) y se fijan los privilegios de la provincia. En 1462 invade Bulgaria y somete al suplicio del palo a 25 000 prisioneros. Mehmed II destrona a Vlad III.

- 1493: Radu IV, hijo de Vlad V, establecido por los turcos; todos sus sucesores obtienen la investidura de los sultanes. Reina una gran anarquía.

- 1522: Radu VI forma alianza con Moldavia, Polonia y Hungría contra los turcos. Pierden la batalla de Mohacs en 1526 y se repite la anarquía.

- 1592: Miguel IV trata de regenerar su desgraciada patria sometida a los turcos y perturbada por la anarquía y los vence en 1595, pero tiene que reconocerse vasallo del príncipe de Transilvania, Segismundo Báthory. La guerra prosigue, Miguel IV es vencido y Valaquia conquistada; pero al fin desaloja a los turcos y se apodera de Transilvania en 1599. Se apoya en los rumanos de este país contra los magiares y los sajones, conquista Moldavia en 1600 y funda de esta manera la unidad de la raza rumana, o sea, las tres partes de la antigua Dacia reunidas bajo un mismo cetro. La obra de Miguel duró poco, ya que una guerra desgraciada con Polonia, las intrigas de Austria y de los turcos transformaron de nuevo Valaquia. Miguel fue vencido y asesinado en 1601, y los tres países rumanos se separaron. La muerte de Miguel IV fue la señal de la caída de Rumania.

- 1601: La Sublime Puerta priva a los boyardos del derecho de nombrar ellos mismos a su hospodar y concede este título a Simeón Movila, quien es destituido por los boyardos y reemplazado por Radu XI.

- 1610: Valaquia y Moldavia pierden el derecho de escoger a sus príncipes y la Sublime Puerta nombra a Radu XII. Tanto este como sus sucesores no son más que bajás sometidos a la Puerta hasta la intervención rusa.

- 1822: Turquía devolvió a Valaquia el derecho de nombrar a sus príncipes. El primer hospodar elegido fue Grigore Ghica y el último Jorge Bibescu I. Durante el reinado de estos príncipes crece el nacionalismo; del odio hacia los turcos se pasó al aborrecimiento de los rusos, verdaderos dominadores del principado.

- 1848: El 23 de junio los valacos se sublevaron contra el príncipe Gheorghe Bibescu, partidario de Rusia, vencieron los insurrectos y este aceptó la constitución que le fue presentada. Pero posteriormente se nombró un gobierno provisional y los rusos invadieron Valaquia. La Puerta envió un cuerpo de ejército que venció a la revolución y se abolió la antigua constitución. El país fue militarmente ocupado y estalló una lucha entre las dos cortes de San Petersburgo y Constantinopla, queriendo la primera avasallar los principados y la segunda mantener su independencia tan necesaria a su seguridad. Por último, el acta de 1 de mayo de 1849 arregló la cuestión. Se decidió que el estatuto orgánico o reglamentado, obra de Rusia y cuya iniquidad había producido la revolución de 1848, se revisaría; que los hospodares serían nombrados por la Puerta de acuerdo con Rusia, pero que al cabo de siete años, la elección de aquellos sería restituida a los principados y a sus asambleas representativas.

- 1849: Barbu Știrbey fue nombrado hospodar en virtud del tratado anterior. Después Rusia, convirtiendo una cuestión religiosa en política, provocó una guerra contra Turquía.

- 1853-56: guerra de Crimea. Rusia invade el territorio, Francia y Reino Unido se alían para evitar el declive del Imperio otomano y el aumento del poderío ruso en la zona mediante la adquisición de un acceso al Mediterráneo.

- 1859: Los principados históricos de Valaquia y Moldavia se unieron de facto con la elección del mismo príncipe, Alexandru Ioan Cuza.

- 1877-78: Rumania (en ese tiempo formada por Valaquia y Moldavia, sin los territorios históricos Basarabia y Bucovina) proclama la independencia y manda sus tropas a participar en la guerra ruso-turca contra el Imperio otomano. En 1881 las potencias europeas reconocieron la independencia de Rumania mediante el Tratado de Berlín.

- 1918: Al final de la Primera Guerra Mundial, y con la disolución de Austria-Hungría, los rumanos de Transilvania proclaman su unión con Rumania a través de sus 1228 representantes en Alba Iulia. La unión fue reconocida por las potencias europeas en el Tratado de Trianon de 1920.

## Lengua
Algunos etnólogos atribuyen a los habitantes de Valaquia un origen romano-eslavo y al idioma un origen dacio-romano (de la antigua Dacia). Los dacios y los getas hablaban un dialecto frigio-tracio, pero los colonos romanos del siglo II enviados por Trajano introdujeron en Valaquia su lengua, que se fusionó con la de los indígenas y ha llegado a ser una rama de las lenguas neolatinas o romanas. En el idioma vulgar de aquellas comarcas domina un latín con multitud de raíces eslavas (debido a la posterior invasión de los eslavos que se fusionaron con la antigua población dacio-romana) junto a las latinas y raíces góticas, griegas y turcas.